# Nazareno Patrizi
Mons. Nazareno Patrizi (Paliano, 30 maggio 1866 – Roma, 4 febbraio 1959) è stato un presbitero italiano.

## Biografia
Figlio di Francesco Patrizi di Bellegra e di Beatrice Albanesi di Paliano, studiò al Seminario Minore Prenestino, sussidiato dal cardinale Antonio Saverio de Luca. Egli proveniva da una famiglia di ecclesiastici e canonisti al servizio della Curia Romana dal 1794, infatti il suo antenato don Lorenzo Patrizi fu archivista del Sant'Uffizio, il prozio Mons. Giuseppe Patrizi docente di diritto canonico e lo zio Mons. Pietro Patrizi, officiale della Congregazione del Concilio. 
Rimasto orfano dei genitori, fu accolto a Roma dallo zio don Pietro Patrizi. Ottenuta la dispensa dal Seminario, lo zio fu il suo formatore.
Ordinato presbitero il 27 maggio 1893, nella Basilica di San Giovanni in Laterano, il suo primo incarico fu quello di condirettore della Primaria associazione cattolica artistico-operaia, mentre in estate svolgeva il ministero pastorale nelle chiese di Torrenova e della Cervelletta.
Laureato in utroque iure, dal 1901 fu avvocato ecclesiastico e dal 1909 della Sacra Rota.
Segretario d'ablegazione nel 1897 presso la corte reale di Madrid e nel 1901 presso la corte imperiale di Vienna, fu insignito del titolo di Cavaliere dell'Ordine Reale di Isabella la Cattolica e di Ufficiale dell'Ordine Imperiale di Francesco Giuseppe.

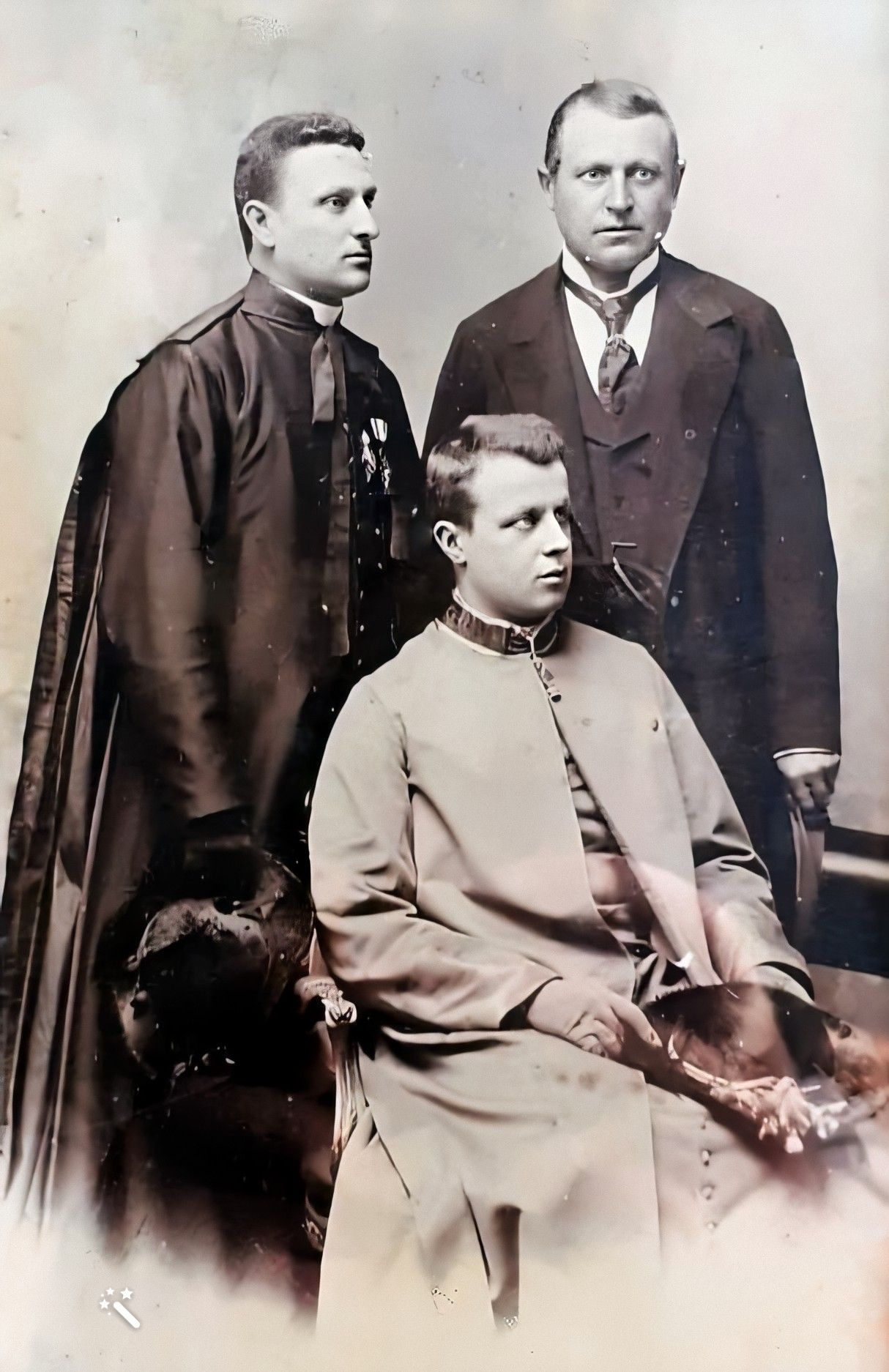
Praga aprile 1901, il canonico Nazareno Patrizi con Mons. Gyula Zichy ed il conte Salimei

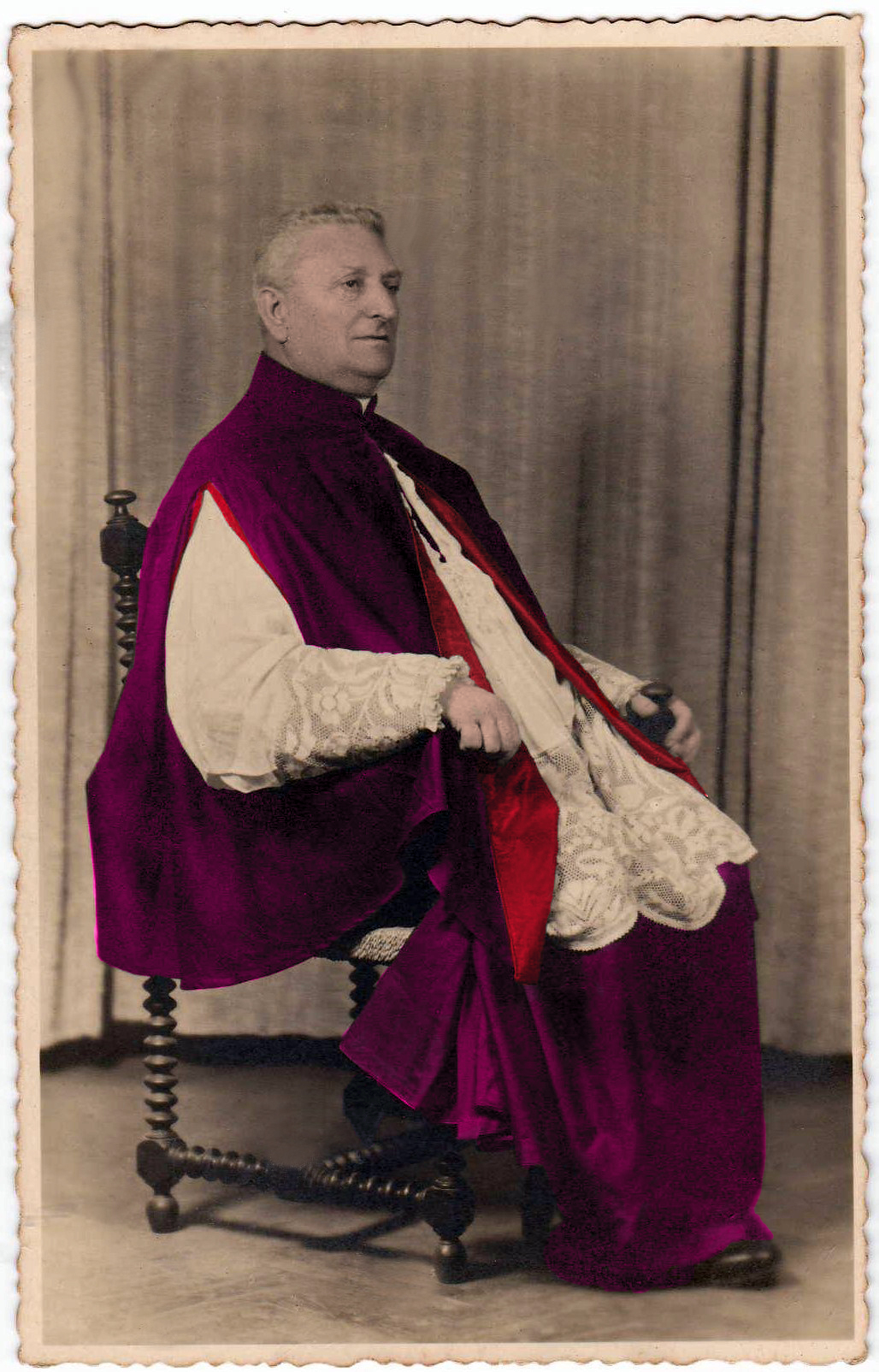
Mons. Nazareno Patrizi nel 1941, su una poltrona a rocchetto ottocentesca, in abiti da prelato domestico

Canonico della basilica minore dei Santi Celso e Giuliano dal 18 dicembre 1898; nel 1903 fu nominato da Pio X Prelato di mantellone con titolo di cappellano segreto d'onore e lo stesso pontefice lo incaricò nel 1905 di scrivere la monografia La dotazione imprescrittibile e la legge delle guarentigie, un testo di diritto pubblico che confutava l'ipotesi di prescrizione delle garanzie che lo Stato Italiano doveva alla Santa Sede, dopo l'unità d'Italia, in virtù della Legge delle Guarentigie.
Dal 30 novembre 1904, riconosciuti i suoi meriti letterari e supportato da monsignor Tommaso Terrinoni, Nazareno Patrizi divenne socio e, quindi, segretario della Pontificia Accademia Tiberina.
Durante il terremoto di Messina del 1908 si prodigò in favore delle popolazioni colpite, ricevendo il titolo di pubblica benemerenza conferito dalla medaglia di bronzo, nel 1911. 
In qualità di avvocato rotale patrocinò più di cinquanta cause, tra le quali la causa di dichiarazione di nullità del matrimonio della contessa Anna Gould. Venne confermato nel rango di cappellano segreto d'onore di Sua Santità, per volontà di Benedetto XV che insignì di tale pontificia onorificenza i canonici dei Santi Celso e Giuliano nel 1914.
Dal 1939 fu cameriere segreto soprannumerario di Sua Santità, per decisione di Pio XII che partecipò il titolo ai canonici dei Santi Celso e Giuliano. Divenne prelato domestico nel 1941.
Benefattore della paterna città di Bellegra, qui restaurò il ritiro di San Francesco, la cappella di Santa Lucia, all'epoca oratorio privato della Famiglia Patrizi, e istituì la Congregazione della Santissima Addolorata, associandola alla Pia Unione Primaria del Santissimo Crocefisso di San Marcello al Corso.
Morì a Roma, ma venne sepolto nella tomba di famiglia a Bellegra.

## Araldica
Arma: Troncato; nel 1º d’azzurro a tre gigli d’oro ordinati in fascia, quello centrale più grande; nel 2º bandato d’oro e di rosso di otto pezzi; alla fascia in divisa d’argento sulla troncatura. Lo scudo è barocco e timbrato da un cappello nero a 2 fiocchi per lato di colore rubino. 
Nell’uso tradizionale, dal Seicento per i Camerieri segreti e d’onore il cappello era nero con sei fiocchi paonazzi, nell’ordine 1.2.3 per ciascun lato. Ai Cappellani Segreti era consentito il cappello nero con tre fiocchi paonazzi per lato, in file 1.2, e la regola era simile per i Canonici, con la differenza che costoro mantenevano neri anche i fiocchi.

## Opere
- Mr. Nazareno Can.co Patrizi, La dotazione imprescrittibile e la legge delle guarentigie, Roma, 1905.
- Mons. Dr. Nazareno Patrizi Prelato Domestico di Sua Santità, Il mese di giugno ad onore del Sacro Cuore, Bari, Edizioni Paoline, 1951.
- Mons. Nazareno Patrizi, A Benedetto XV nella sua festa onomastica del 25 luglio 1919, Roma, 1919[12].
- Mons. Nazareno Patrizi, Sacro Ritiro Francescano, s.l. s.d.[13].
- Mons. Nazareno Patrizi, Vecchie memorie, s.l. s.d.[14].